# Gunnora
Gunnora of Gunnor (ca. 950 – 1031) was de echtgenote van Richard I van Normandië. Ze behoorde vermoedelijk tot de Deense adel in Normandië. Soms wordt haar broer Herefast de Crepon ten onrechte als haar vader gezien.
Ze woonde bij haar zus Seinfreda, de vrouw van een lokale bosbeheerder, toen Richard, die in de buurt op jacht was, van de schoonheid van de vrouw van de bosbeheerder hoorde. Men zegt dat hij Seinfreda zou hebben bevolen met hem het bed te delen, maar Seinfreda stuurde haar ongetrouwde zuster, Gunnora, in haar plaats. Richard was, naar men zegt, achteraf blij dat hij op deze wijze gered werd van de zonde van het plegen van overspel, maar dat lijkt achteraf gepraat. In ieder geval viel de gok van Seinfreda goed uit. Gunnora en Richard werden geliefden. Gunnora fungeerde lang als minnares van Richard volgens de Deense gewoonte, maar toen dit Richard veel later verhinderde hun zoon Robert voor te dragen als aartsbisschop van Rouen, trouwden de twee alsnog, waardoor hun kinderen in de ogen van de kerk gewettigd werden.
Na het overlijden van Richard speelde Gunnora een belangrijke rol in het bestuur van Normandië. Naast haar kinderen kregen ook haar neven belangrijke posities. Verschillende van de meest prominente Normandische magnaten in het Engeland van na 1066, met inbegrip van de Montgomery, Warenne, Mortimer, Vernon/Redvers, en FitzOsbern families, waren afstammelingen van haar broer en zusters.
Gunnora stierf op ongeveer tachtigjarige leeftijd.
De kinderen van Gunnora en Richard waren
- Richard II van Normandië
- Robert de Deen
- Mauger (ovl. ca. 1035), graaf van Mortain en Corbeil (door de rechten van zijn vrouw)
- een onbekende zoon
- Emma van Normandië, koningin van Engeland door haar huwelijken met Æthelred II en Knoet de Grote
- Havise (ook Hedwige genoemd, ovl. 21 februari 1034), gehuwd met Godfried I van Bretagne
- Mathilde (ovl. ca. 1015), getrouwd met Odo II van Blois

## Voetnoten
1. ↑  Op basis van de aanname dat zij 15/16 was toen zij haar eerste kind kreeg